# Openbaarheid van bestuur
Openbaarheid van bestuur is een algemeen rechtsbeginsel dat burgers het recht verleent om kennis te nemen van informatie waarover de overheid beschikt. De overheid heeft de plicht om deze informatie mee te delen, hetzij uit eigen initiatief, hetzij op verzoek. Dit beginsel is in de wetgeving van meerdere landen uitgewerkt.

## Nederland

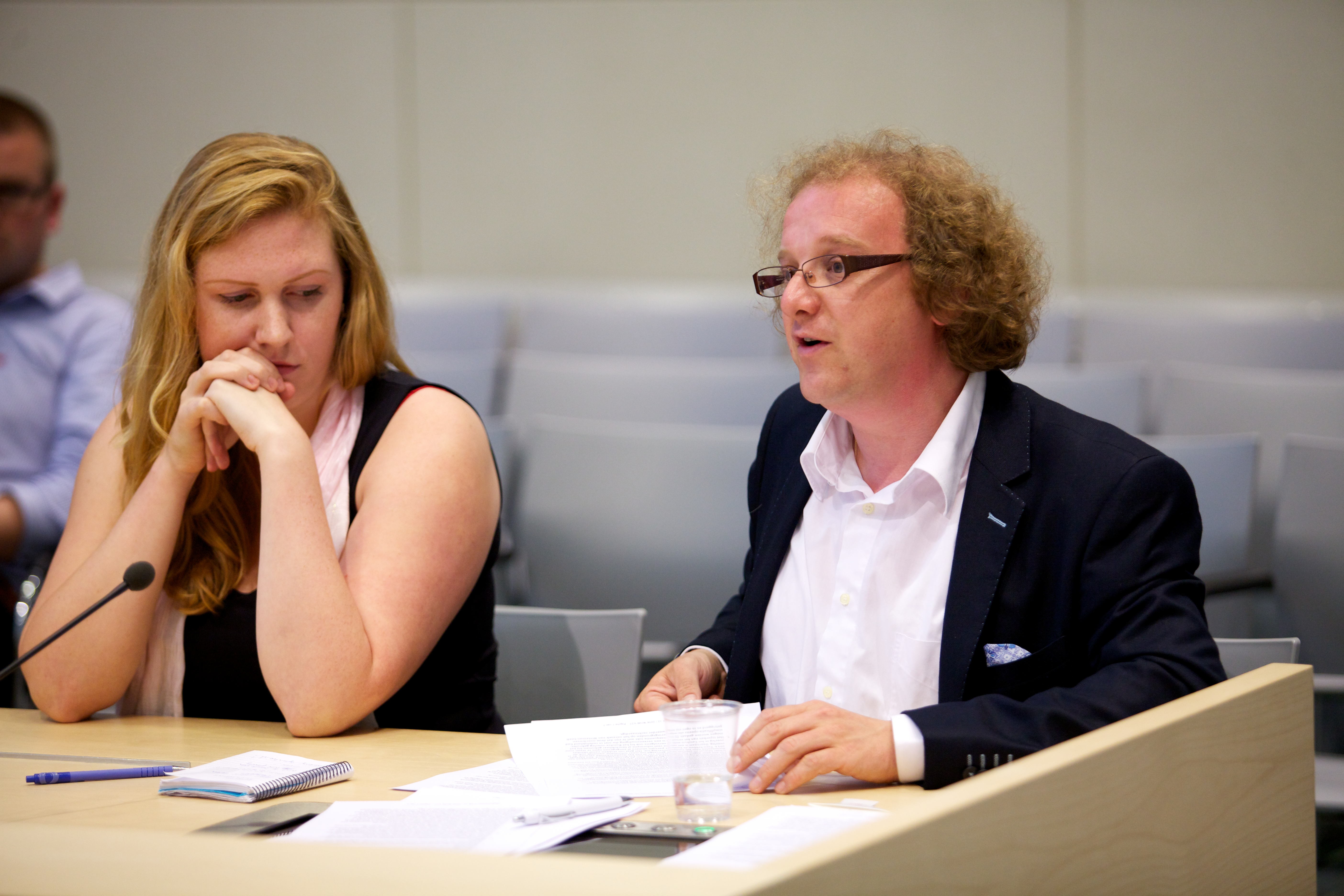
Lise Witteman, politiek verslaggever van NU.nl, heeft een kort geding aangespannen tegen het ministerie van Financiën omdat ze het niet eens is met de afhandeling van een Wob-verzoek dat ze bij dit ministerie heeft gedaan. Ze werd bijgestaan en vertegenwoordigd door onderzoeksjournalist, collega en Wob-expert Brenno de Winter

De Wet openbaarheid van bestuur (Wob) uit 1980 regelt de openbaarmaking van informatie door de Nederlandse overheid. De informatieplicht van de Nederlandse overheid is sinds 1983 ook in artikel 110 van de Grondwet verankerd: niet als recht van de burger, maar als plicht van de overheid. De Nederlandse wet is ruim van opzet, zij spreekt van informatie en is niet beperkt tot (voltooide) documenten.
Wanneer een overheid documenten overbrengt naar een archiefbewaarplaats is de Wob niet meer van toepassing. De Archiefwet regelt de openbaarmaking van informatie die overgebracht is. Iedereen is bevoegd om een overgebracht "archiefbescheiden kosteloos te raadplegen en daarvan of daaruit afbeeldingen, afschriften, uittreksels en bewerkingen te maken of op zijn kosten te doen maken". Er kunnen alsnog beperkingen op deze openbaarheid gelegd worden, maar slechts met een bepaalde termijn en met oog op:
1. de eerbiediging van de persoonlijke levenssfeer;
2. het belang van de Staat of zijn bondgenoten;
3. het anderszins voorkomen van onevenredige bevoordeling of benadeling van betrokken natuurlijke personen of rechtspersonen dan wel van derden.

## België
In België is de openbaarheid van bestuur in 1993 vastgelegd in de Grondwet, artikel 32:
Ieder heeft het recht elk bestuursdocument te raadplegen en er een afschrift van te krijgen, behoudens in de gevallen en onder de voorwaarden bepaald door de wet, het decreet of de regel bedoeld in artikel 134.
Zowel de Belgische federale wetgever als het Vlaams Parlement en de andere wetgevende instanties hebben vervolgens, ieder voor zich, een regeling uitgewerkt. Zie onder andere:
- Federale wet van 11 april 1994 betreffende de openbaarheid van bestuur[3]
- Federale wet van 12 november 1997 betreffende de openbaarheid van bestuur in de provincies en gemeenten[4]
- Vlaams decreet van 26 maart 2004 betreffende de openbaarheid van bestuur, intussen vervangen door het Bestuursdecreet van 7 december 2018[5]
- Brussels decreet van 16 mei 2019.[6]

Het Waals Gewest, de Franse Gemeenschap en de Duitstalige Gemeenschap vaardigden soortgelijke decreten uit. In het Frans spreekt men van transparence administrative.
In al deze regelgevingen wordt een onderscheid gemaakt tussen actieve en passieve openbaarheid. Actieve openbaarheid houdt in dat de overheden op een systematische manier de burgers informeren over het gevoerde beleid. Passieve openbaarheid houdt in dat de burgers mogen verzoeken bepaalde bestuursdocumenten te zien.
Op federaal niveau controleren de Federale commissie voor de toegang tot bestuursdocumenten (CTB) en de Federale Beroepscommissie voor de toegang tot milieu-informatie of overheidsdiensten (BTM) al dan niet terecht het openbaarmaken van bestuursdocumenten weigeren. De BTM is een beroepsorgaan en kan zelf beslissen om documenten vrij te geven in plaats van de overheidsdienst. De CTB heeft slechts een adviesbevoegdheid. Wanneer een overheidsdienst de openbaarmaking blijft weigeren, kan de CTB daar niets aan doen. Ze klaagt deze problematiek al jaren aan in haar jaarrapporten.

### Vlaanderen
Het Bestuursdecreet voorziet dat iedereen nagenoeg elk voltooid bestuursdocument kan opvragen, indien een bestuur dat onder de bevoegdheid valt van de Vlaamse overheid, daarover beschikt. Onder bestuursdocument vallen ook correspondentie, audio-opnames, foto's en databanken. Zo is ook een studie die wordt opgemaakt in opdracht van een bestuur, openbaar zodra het verantwoordelijke studiebureau besluit dat zijn taak volbracht is en de studieresultaten geleverd zijn aan het bestuur. De beslissingsprocedure die eventueel het gevolg is van de resultaten van de studie, heeft geen invloed op het openbaar karakter van een voltooide opdracht.
Elke burger kan door een eenvoudige vraag per e-mail, brief, of fax zonder motivatieplicht een kopie opvragen van, of uitleg krijgen over, een bestuursdocument. Tevens kan de aanvrager zelf bepalen op welke wijze hij een kopie wenst te verkrijgen. Zo kan de aanvrager naast een schriftelijke kopie ook een digitale kopie vragen van een document. Binnen de 20 dagen na registratie van de aanvraag door het bestuur moet dit bestuur de vraag beantwoorden. Indien een bestuur niet binnen de voorziene periode antwoordt, kan de aanvrager beroep indienen bij de beroepsinstantie inzake openbaarheid van bestuur. De beroepsinstantie oordeelt over het beroep binnen een termijn van 30 dagen. Alle beslissingen van de beroepsinstantie worden sinds 2004 gepubliceerd op het web.

### Brussels Gewest
Er bestond al een Brusselse ordonnantie van 30 maart 1995 betreffende de openbaarheid van bestuur, gewijzigd door de ordonnanties van 30 mei 2013. Deze werden vervangen door het decreet van 16 mei 2019, dat de regering van het Brussels Gewest verplicht tot “actieve openbaarheid” (samenstelling van de kabinetten, besluiten van de Ministerraad, en documenten inzake leefmilieu en erfgoed), “passieve openbaarheid” (mogelijkheid voor de betrokkene om kennis te nemen van elk bestuursdocument) en het recht op verbetering van onjuiste of onvolledige informatie. De maatregel staat onder toezicht van een Commissie voor Toegang tot Bestuursdocumenten (CTB).

## Europa
Algemene regels over het recht van burgers op informatie en inspraak bij besluitvorming, en over toegang tot de rechter inzake milieuaangelegenheden, zijn neergelegd in het Verdrag van Aarhus van 1998, dat ook door de Europese Unie is onderschreven. 

### Europese Unie
Het recht op inzage van documenten werd vastgelegd in het Handvest van de grondrechten van de Europese Unie uit 2000, en nadien bevestigd in het Werkingsverdrag van de Europese Unie, dat bepaalt in artikel 15.3: ″Iedere burger van de Unie en iedere natuurlijke of rechtspersoon met verblijfplaats of statutaire zetel in een lidstaat heeft recht op toegang tot documenten van de instellingen, organen en instanties van de Unie, ongeacht de informatiedrager waarop zij zijn vastgelegd, volgens de beginselen en onder de voorwaarden die overeenkomstig het huidige lid worden bepaald." De praktische uitwerking, inclusief beperkingen van de openbaarheid, werd geregeld in Verordening 1049/2001. Die is van toepassing op het Europees Parlement, de Raad en de Commissie, maar is door latere regelgeving ook uitgebreid naar andere Europese instellingen. Er gelden wel specifieke regels voor onder meer het EESC, het CvdR, het Hof van Justitie, de Europese Rekenkamer en de ECB. Het begrip "document" wordt breed gedefinieerd, en omvat in principe alle documenten, tenzij die onder een van de uitzonderingen vallen. Bij weigering kan de aanvrager een bevestiging eisen, waarmee hij klacht kan indienen bij de Europese Ombudsman of een beroep kan worden ingesteld bij het Europese Gerecht. 
Het recht op inzage is echter niet absoluut. Beperkingen zijn er vanwege de vertrouwelijkheid van gegevens:
- van ondernemingen en overheden, op hun uitdrukkelijk verzoek, bijvoorbeeld op grond van Verordening 2015/1589 (art. 30 & 31);[15]
- van personen, op grond van de Algemene verordening gegevensbescherming; omgekeerd verleent deze verordening ook inzagerecht.

Verwant met het recht op inzage is het zogenoemde “hergebruik van overheidsinformatie”, oorspronkelijk geregeld met de Richtlijnen 2003/98/EG en 2013/37/EU, en herzien met de Richtlijn 2019/1024/EU. Met deze zogenoemde ‘PSI-richtlijn’ worden de lidstaten aangezet tot het openbaar maken van informatiemateriaal dat berust bij overheidsorganen in de lidstaten, zoals ministeries, agentschappen en gemeenten, evenals instellingen die door de overheid worden gefinancierd of gecontroleerd, bijvoorbeeld meteorologische instituten. De lidstaten moeten de richtlijn tegen juli 2021 omzetten in nationale wetgeving. Toch was informatie in milieuzaken eerder al publiek toegankelijk gemaakt met Richtlijn 2003/4/EG.
Sinds 2008 houdt de Europese Commissie een Transparantieregister bij van lobbyisten die de Commissie benaderen. Zij moeten zich bij inschrijving aan een gedragscode houden, maar die inschrijving is vrijwillig.  

### Raad van Europa
Het Europees Verdrag voor de Rechten van de Mens uit 1950 stelt in artikel 10 dat de vrijheid van meningsuiting ook de vrijheid omvat om inlichtingen of denkbeelden te ontvangen. Of dit recht ook inzage inhield van openbare documenten was de inzet van de milieuzaak Guerra v. Italy voor het Europees Hof voor de Rechten van de Mens uit 1998. Naar aanleiding van de kernramp van Tsjernobyl in 1986 oordeelde de Parlementaire Vergadering van de Raad van Europa in 1996 dat "openbare toegang tot duidelijke en volledige informatie over dergelijke zaken moet worden beschouwd als een fundamenteel mensenrecht". in 2009 werd het Verdrag inzake de toegang tot officiële documenten ter ondertekening geopend, maar het was in juli 2020 nog niet geratificeerd door het minimumaantal van 12 lidstaten. 